# Cantón de Marcilly-le-Hayer
El cantón de Marcilly-le-Hayer era una división administrativa francesa, que estaba situada en el departamento de Aube y la región de Champaña-Ardenas.

## Composición
El cantón estaba formado por veintidós comunas:
- Avant-lès-Marcilly
- Avon-la-Pèze
- Bercenay-le-Hayer
- Bourdenay
- Charmoy
- Dierrey-Saint-Julien
- Dierrey-Saint-Pierre
- Échemines
- Faux-Villecerf
- Fay-lès-Marcilly
- Marcilly-le-Hayer
- Marigny-le-Châtel
- Mesnil-Saint-Loup
- Palis
- Planty
- Pouy-sur-Vannes
- Prunay-Belleville
- Rigny-la-Nonneuse
- Saint-Flavy
- Saint-Lupien
- Trancault
- Villadin

## Supresión del cantón de Marcilly-le-Hayer
En aplicación del Decreto n.º 2014-216 de 21 de febrero de 2014, el cantón de Marcilly-le-Hayer fue suprimido el 22 de marzo de 2015 y sus 22 comunas pasaron a formar parte; veinte del nuevo cantón de Saint-Lyé y dos del nuevo cantón de Aix-en-Othe.